# Veslački savez Dalmacije
Veslački savez Dalmacije (VSD) jedan je od podsaveza Hrvatskog veslačkog saveza i okuplja veslačke klubove iz Dalmacije. Osnovan je 20. srpnja 1952. Sjedište VSD-a je u Splitu.

## Povijest VSD-a
Osnivačka skupština "Podsaveza Dalmacija" iz koje je kasnije nastao Veslački Savez Dalmacije održana je 20. srpnja 1952. godine, a osnivači su bili Gusar i Mornar iz Splita, Krka iz Šibenika, Jadran iz Zadra, Neptun iz Dubrovnika i Ošjak iz Vele Luke. Upravni odbor sačinjavali su predstavnici klubova na čelu s Josipom Vrtačnikom. Uže rukovodstvo Saveza sačinjavali su i tajnik Dalibor Peruzović, tehnički referent dr. Dalibor Parać te financijski referent Vaso Kentera.
Djelatnici Saveza uspješno su sudjelovali i u organizaciji natjecanja na 8. Mediteranskim igrama u Zatonu 1979. godine. Danas je najznačajnije natjecanje koje organizira VSD Kup Dalmacije u šest regata, od ožujka do lipnja svake godine.

## Klubovi
Trenutno okuplja sljedeće aktivne veslačke klubove iz Dalmacije:
| klub                 | mjesto            | osnovan | mrežne stranice                                                                                  | boja vesla |
| -------------------- | ----------------- | ------- | ------------------------------------------------------------------------------------------------ | ---------- |
| VK Biokovo           | Makarska          | 1921.   |                                                                                                  |            |
| VK Dupin             | Tisno             | 1995.   |                                                                                                  |            |
| HVK Gusar - Split    | Split             | 1914.   | http://www.hvk-gusar.hr/ Arhivirana inačica izvorne stranice od 4. rujna 2011. (Wayback Machine) |            |
| VK Jadran - Zadar    | Zadar             | 1908.   | http://www.vk-jadran.hr/                                                                         |            |
| VK Jelsa             | Jelsa             | 1978.   |                                                                                                  |            |
| VK Krka              | Šibenik           | 1923.   | http://www.vkkrka.hr/                                                                            |            |
| HVK Marina Kaštela   | Kaštel Kambelovac | 1997.   | HVK Marina Kaštela Arhivirana inačica izvorne stranice od 12. svibnja 2011. (Wayback Machine)    |            |
| HVK Mornar           | Split             | 1949.   | http://www.hvk-mornar.hr/                                                                        |            |
| VK Neptun            | Dubrovnik         | 1923.   |                                                                                                  |            |
| VK Neretvanski gusar | Metković          | 1967.   | http://www.vk-ngusar.hr/                                                                         |            |
| VK Ošjak             | Vela Luka         | 1948.   |                                                                                                  |            |
| VK Rama              | Prozor-Rama       |         |                                                                                                  |            |

## Ostali veslački savezi i udruge
- Veslački savez Zagreba
- Veslački savez Istarske županije
- Veslački savez županije Splitsko-Dalmatinske
- Veslački savez Dubrovačko-Neretvanske županije
- Hrvatski veslački savez